# Lea Einfalt
Lea Einfalt (* 19. Mai 1994 in Ljubljana) ist eine slowenische Skilangläuferin und Biathletin.

## Werdegang
Einfalt, die für den TSK Triglav Kranj startet, nahm von 2010 bis 2014 vorwiegend bei U18 und U20-Rennen im Alpencup teil, bei den sie in der Saison 2013/14 den vierten Rang in der U20-Gesamtwertung belegte. Ihren ersten internationalen Erfolg hatte sie beim Europäischen Olympischen Winter-Jugendfestival 2011 in Liberec. Dort gewann sie Silber über 5 km Freistil. Einen Monat später erreichte sie bei der Skilanglauf-Europameisterschaft 2011 in Ramsau am Dachstein Bronze im 7,5-km-Massenstartrennen und Gold über 5 km. Im Januar 2012 holte sie bei den Olympischen Jugend-Winterspielen 2012 in Seefeld in Tirol Bronze über 5 km klassisch. Bei den folgenden Junioren-Skiweltmeisterschaften in Erzurum gewann sie Bronze mit der Staffel und Silber im 10-km-Skiathlon. Bei den Nordischen Skiweltmeisterschaften 2013 im Val di Fiemme errang sie den 62. Platz über 10 km Freistil. Ihr erstes Weltcuprennen lief sie im Dezember 2013 in Davos, welches sie auf dem 54. Platz über 15 km Freistil beendete. Im Dezember 2014 holte sie ebenfalls in Davos mit dem 20. Rang über 10 km Freistil ihre ersten Weltcuppunkte. Die Tour de Ski 2015 beendete sie auf dem 22. Platz in der Gesamtwertung. Bei den Nordischen Skiweltmeisterschaften 2015 in Falun kam sie auf den 35. Platz im Skiathlon, den 26. Rang über 10 km Freistil und den zehnten Platz mit der Staffel. In der Saison 2015/16 belegte sie den 53. Platz bei der Nordic Opening in Ruka und den 34. Rang bei der Tour de Ski. Bei den U23-Skiweltmeisterschaften 2016 in Râșnov gewann sie die Silbermedaille über 10 km Freistil. Im März 2016 kam sie mit zwei dritten Plätzen im Alpencup am Großer Arber und in Toblach erstmals aufs Podest. Bei den Nordischen Skiweltmeisterschaften 2017 in Lahti errang sie den 13. Platz mit der Staffel.
Seit der Saison 2018/19 startet Einfalt auch im Biathlon. Ihren ersten Einsatz im Weltcup hatte sie auf der heimischen Pokljuka, wo sie mit vier Schießfehlern 77. des Einzelwettkampfes wurde.

## Statistik

### Skilanglauf
Die Tabelle zeigt die erreichten Platzierungen im Einzelnen.
- 1.–3. Platz: Anzahl der Podiumsplatzierungen
- Top 10: Anzahl der Platzierungen unter den ersten zehn
- Punkteränge: Anzahl der Platzierungen innerhalb der Punkteränge
- Starts: Anzahl gelaufener Rennen in der jeweiligen Disziplin
- Hinweis: Bei den Distanzrennen erfolgt die Einordnung gemäß FIS.

| Platzierung         | Distanzrennen a | Distanzrennen a | Distanzrennen a | Distanzrennen a | Distanzrennen a | Skiathlon Verfolgung | Sprint | Etappen- rennen b | Gesamt | Team c | Team c  |
| Platzierung         | ≤ 5 km          | ≤ 10 km         | ≤ 15 km         | ≤ 30 km         | > 30 km         | Skiathlon Verfolgung | Sprint | Etappen- rennen b | Gesamt | Sprint | Staffel |
| ------------------- | --------------- | --------------- | --------------- | --------------- | --------------- | -------------------- | ------ | ----------------- | ------ | ------ | ------- |
| 1. Platz            |                 |                 |                 |                 |                 |                      |        |                   |        |        |         |
| 2. Platz            |                 |                 |                 |                 |                 |                      |        |                   |        |        |         |
| 3. Platz            |                 |                 |                 |                 |                 |                      |        |                   |        |        |         |
| Top 10              |                 |                 |                 |                 |                 |                      |        |                   |        |        | 1       |
| Punkteränge         | 2               | 4               | 1               |                 |                 | 3                    |        | 1                 | 11     |        | 2       |
| Starts              | 7               | 17              | 4               | 1               |                 | 11                   | 11     | 4                 | 55     |        | 2       |
| Stand: Karriereende |                 |                 |                 |                 |                 |                      |        |                   |        |        |         |

### Biathlon
Die Tabelle zeigt alle Platzierungen (je nach Austragungsjahr einschließlich Olympische Spiele und Weltmeisterschaften).
- 1.–3. Platz: Anzahl der Podiumsplatzierungen
- Top 10: Anzahl der Platzierungen unter den ersten zehn (einschließlich Podium)
- Punkteränge: Anzahl der Platzierungen innerhalb der Punkteränge (einschließlich Podium und Top 10)
- Starts: Anzahl gelaufener Rennen in der jeweiligen Disziplin
- Staffel: inklusive Mixed- und Single-Mixed-Staffeln

| Platzierung              | Einzel | Sprint | Verfolgung | Massenstart | Staffel | Gesamt |
| ------------------------ | ------ | ------ | ---------- | ----------- | ------- | ------ |
| 1. Platz                 |        |        |            |             |         |        |
| 2. Platz                 |        |        |            |             |         |        |
| 3. Platz                 |        |        |            |             |         |        |
| Top 10                   |        |        |            |             |         |        |
| Punkteränge              |        | 1      | 1          |             | 16      | 18     |
| Starts                   | 8      | 22     | 2          |             | 16      | 48     |
| Stand: 31. Dezember 2021 |        |        |            |             |         |        |